# Croton pungens
Croton pungens är en törelväxtart som beskrevs av Nikolaus Joseph von Jacquin. Croton pungens ingår i släktet Croton och familjen törelväxter. Inga underarter finns listade i Catalogue of Life.